# Cebuánština
Cebuánština neboli cebuano (výslovnost [sebuano]) je jedním z jazyků, jimiž se mluví na Filipínách. Mluví jím asi 20 milionů lidí a patří do austronéské jazykové rodiny. Je jedním z jazyků, ze kterých a do kterých překládá Google překladač. Cebuano je jedním z asi 150 jazyků (záleží na klasifikaci), jimiž se na Filipínách mluví; po Tagalogu (s 29 mil. mluvčích), jehož upravená forma je úředním jazykem země jako tzv. filipínština (Filipino), jím hovoří druhý nejvyšší počet rodilých mluvčích. Název nese podle ostrova Cebu (+ španělská přípona -ano).
Do hledáčku zájmu wikipedistů se málo známá cebuánština dostala tím, že cebuánská Wikipedie se v roce 2013 náhle stala jednou z největších jazykových verzí této internetové encyklopedie podle počtu článků (v březnu 2025 je s více než šesti miliony článků druhou největší po anglické verzi s téměř sedmi miliony). Činitelem této výrazné změny byl tzv. Lsjbot (operující také na švédské a warajské Wikipedii) navržený Švédem Sverkerem Johanssonem.

## Lingvistika
Jde o jazyk typu VSO, ve kterém existuje jmenná flexe. Fonologicky jsou v něm jen tři vokály: i/e, a u/o (foneticky obsahuje samohlásek pět, ale i je alofon e a u je alofon o). Stejně jako ve většině austronéských jazyků se v něm vyskytuje inkluzivní a exkluzivní my.

## Příklady

### Číslovky
| Cebuánsky | Česky |
| usa       | jeden |
| duha      | dva   |
| tulo      | tři   |
| upat      | čtyři |
| lima      | pět   |
| unom      | šest  |
| pito      | sedm  |
| walo      | osm   |
| siyam     | devět |
| nampulo   | deset |

## Vzorový text
Otče náš (modlitba Páně):
Amahan Namo nga anaa sa langit, balaanon ang imong ngalan.
Maghari ka kanamo ug tumanon ang imong pagbuot dinhi sa yuta
sama nga gituman kini didto sa langit.
Ihatag kanamo ang pagkaon nga among gikinahanglan karong adlawa.
Ug pasayloa kami sa among mga sala,
sama nga kami nagpasaylo sa mga nakasala kanamo.
Ayaw kami itugyan sa pagsulay,
luwasa hinuon kami gikan sa daotan. Amen.

### Všeobecná deklarace lidských práv
| cebuánsky | Ang tanang katawhan gipakatawo nga may kagawasan ug managsama sa kabililhon. Sila gigasahan sa salabutan ug tanlag og mag-ilhanay isip managsoon sa usa'g-usa diha sa diwa sa ospiritu. |
| česky     | Všichni lidé se rodí svobodní a sobě rovní co do důstojnosti a práv. Jsou nadáni rozumem a svědomím a mají spolu jednat v duchu bratrství.                                              |